# 紐約中央鐵路
紐約中央鐵路（英語：New York Central Railroad，报告代码：NYC）是美國歷史上主要服務於五大湖地区和中大西洋地區的重要鐵路系統，其鐵路網東起紐約及波士頓，西至芝加哥和聖路易斯，沿途連接了奧爾巴尼、水牛城、克里夫蘭、辛辛那提、底特律、羅徹斯特和錫拉丘茲等主要城市。公司總部設於紐約中央大廈，毗鄰其最重要的樞紐車站——大中央車站。
紐約中央鐵路系統曾是美國東北部規模最大的鐵路公司之一，服務範圍覆蓋紐約州、賓夕法尼亞州、俄亥俄州、密西根州、印第安納州、伊利諾州和麻薩諸塞州，並延伸至加拿大安大略省和魁北克省的部分地區。紐約中央鐵路的史可追溯至1826年成立的莫霍克與哈德遜鐵路。1853年，埃拉斯塔斯·康寧將紐約州內的10條鐵路合併，組建了奧爾巴尼至水牛城段的紐約中央鐵路。
1867年，范德比爾特家族控股紐約中央鐵路，標誌著范德比爾特時代的開始。1869年，范德比爾特又收購了沿伊利湖南岸延伸的湖岸和密西根南部鐵路，該鐵路從水牛城經克里夫蘭、托萊多和南本德直達芝加哥。同年，范德比爾特將其控制的哈德遜河鐵路與紐約中央鐵路合併，成立紐約中央和哈德遜河鐵路。儘管這些鐵路最初以獨立公司形式營運，但它們共同構成了一條高效率的水陸聯運通道，實現了紐約市與芝加哥之間的直達服務。1914年，紐約中央與哈德遜河鐵路及湖岸和密西根南部鐵路正式合併，成立紐約中央鐵路公司。
紐約中央鐵路系統的核心由多條附屬及租賃線路組成，包括湖岸和密西根南部鐵路、密西根中央鐵路、波士頓和奧爾巴尼鐵路、四大鐵路（克里夫蘭、辛辛那提、芝加哥和聖路易鐵路）、匹茲堡與伊利湖鐵路、托萊多和俄亥俄中央鐵路、多倫多、漢密爾頓和水牛城鐵路（與加拿大太平洋鐵路共同持股）、莫農加希拉鐵路（與賓夕法尼亞鐵路和巴爾的摩與俄亥俄鐵路共同持股）等。紐約中央鐵路曾一度控制拉特蘭鐵路和镍板铁路，但因反壟斷法規被迫剝離。其餘附屬鐵路繼續以「紐約中央系統」名義運營，但許多地方仍長期沿用它們原本的名稱。1925年底，紐約中央鐵路的幹綫營業里程達11,584英里，軌道總長度達26,395英里。
紐約中央鐵路的旗艦客運服務是著名的20世紀特快號列車，該列車每日往返紐約大中央車站和芝加哥拉薩爾街車站之間，自1902年開通至1967年停運，它一直是美國最著名的客運列車之一，並成為流行文化中的經典符號。然而，隨著公路貨運的興起、州際高速公路的建設以及商業航空旅行的普及，鐵路客貨運量急劇下滑，加之東北部工業衰退，紐約中央鐵路收入銳減。至1967年，紐約中央鐵路的幹綫營業里程仍有9,696英里，軌道總長度為18,454英里。1968年2月1日，紐約中央鐵路與其主要競爭對手賓夕法尼亞鐵路合併，成立命運多舛的賓州中央鐵路。一年後，新公司被迫接管瀕臨破產的紐約、紐哈芬和哈特福德鐵路。合併後的成本削減計劃未能實現，賓州中央鐵路於1970年宣告破產。1976年，美國政府通過成立聯合鐵路公司（Conrail）實施救助，接管了賓州中央鐵路及另外五家破產鐵路的營運。1999年，聯合鐵路公司被收購及拆分，其東部鐵路網主要由CSX運輸公司繼承，西部鐵路網則歸於諾福克南方鐵路，紐約中央鐵路的歷史遺產由此融入現代鐵路網絡。

## 历史

### 前身铁路公司
纽约中央铁路成立于1853年，由前奥尔巴尼市长兼早期铁路投资者埃拉斯塔斯·康寧整合了十条较小规模的短途铁路组成，这些铁路主要分布在莫霍克河谷和纽约州西部，最终形成了一条从奥尔巴尼到布法罗的连贯铁路线。这些前身铁路公司各自在纽约州铁路发展史上扮演了重要角色，为纽约中央铁路的诞生奠定了基础。
莫霍克和哈德逊铁路（Mohawk and Hudson Railroad）是纽约中央铁路系统中最古老的组成部分，也是纽约州第一条永久性铁路，同时也是美国最早的铁路之一。该公司于1826年获得特许经营权，旨在连接斯克内克塔迪的莫霍克河与奥尔巴尼的哈德逊河，为货物和旅客提供一条避开伊利运河漫长水闸的替代路线。1831年8月9日，莫霍克和哈德逊铁路正式开通，德威特·克林顿号蒸汽机车成功在其轨道上运行。1847年4月19日，该公司更名为奥尔巴尼和斯克内克塔迪铁路（Albany and Schenectady Railroad）。在1840年代之前，该铁路需要使用斜坡装置牵引客车翻越陡坡。随着蒸汽机车技术的进步，铁路最终延伸至斯克内克塔迪市中心的莫霍克河畔和奥尔巴尼的哈德逊河畔。
尤蒂卡和斯克内克塔迪铁路（Utica and Schenectady Railroad）于1833年4月29日获得特许经营权，该公司是由后来纽约中央铁路的创立者埃拉斯通·康宁投资建立。由于该铁路与伊利运河平行，最初被禁止运输货物。1836年8月2日，客运服务正式开始，将奥尔巴尼和斯克内克塔迪铁路的线路向西延伸，沿莫霍克河北岸经尤蒂卡与运河平行。在十条早期沿伊利运河修建的铁路中，尤蒂卡和斯克内克塔迪铁路是盈利效益最好的一条。1844年5月7日，铁路获准在限制条件下运输货物，1847年5月12日禁令完全解除，但公司仍需向州政府支付相当于运河通行费的补偿金。
锡拉丘兹与尤蒂卡铁路（Syracuse and Utica Railroad）于1836年5月11日获得特许经营权，同样需要为从运河转移的货物向州政府支付费用。1839年7月3日全线开通，经罗马将铁路进一步延伸至锡拉丘兹，并通过已开通的奥本和锡拉丘兹铁路延伸至奥本。这条线路并非直线，而是绕道靠近伊利运河以服务罗马地区。为此，1853年1月26日特许成立了锡拉丘兹和尤蒂卡直通铁路公司（Syracuse and Utica Direct Railroad），但该铁路从未建成，至1885年纽约中央铁路收购了西岸铁路后来实现了同样的功能。
奥本和锡拉丘兹铁路（Auburn and Syracuse Railroad）于1834年5月1日获得特许经营权，大部分路段于1838年开通，剩余4英里（6.4公里）于1839年6月4日完工。一个月后，随着锡拉丘兹和尤蒂卡铁路的开通，形成了从奥尔巴尼经锡拉丘兹到奥本的完整线路。奥本和罗切斯特铁路（Auburn and Rochester Railroad）于1836年5月13日获得特许，作为进一步延伸线，经日内瓦和卡南代瓜至罗切斯特，于1841年11月4日开通。1850年8月1日，两条铁路合并形成罗切斯特和锡拉丘兹铁路（Rochester and Syracuse Railroad），后称奥本线。为改善线路走向，罗切斯特和锡拉丘兹直通铁路（Rochester and Syracuse Direct Railway）获得特许，并于1850年8月6日并入罗切斯特和锡拉丘兹铁路。新线于1853年6月1日开通，在两座城市间建立了更直接的路线，大致与伊利运河平行。
托纳旺达铁路（Tonawanda Railroad）位于罗切斯特西部，于1832年4月24日获得特许，计划从该市修建至阿蒂卡。第一段从罗切斯特西南至巴达维亚的路段于1837年5月5日开通，其余至阿提卡的路段于1843年1月8日完工。阿提卡和布法罗铁路（Attica and Buffalo Railroad）于1836年获得特许，1842年11月24日开通，从布法罗向东南延伸至阿提卡。1841年奥本和罗切斯特铁路开通时，在罗切斯特尚未与托纳旺达铁路连接，但除此之外，布法罗与奥尔巴尼之间铁路已基本形成。1844年3月19日，托纳旺达铁路获准修建连接奥本和罗切斯特铁路的联络线，并于同年下半年通车。1848年2月17日，奥尔巴尼和斯克内克塔迪铁路收购了奥尔巴尼至布法罗间其他铁路的所有行李车、邮政车和普通客车车厢，并开始经营两地之间的直达列车。1850年12月7日，托纳旺达铁路与阿提卡和布法罗铁路合并，成立布法罗与罗切斯特铁路（Buffalo and Rochester Railroad）。1852年4月26日，一条从布法罗向东至巴达维亚的新直达铁路开通；同年11月1日，迪皮尤（布法罗东部）至阿蒂卡的旧线被售予布法罗和纽约市铁路。该铁路后被纳入纽约和伊利铁路系统，并一度改为6英尺（1829毫米）宽轨距。
斯克内克塔迪和特洛伊铁路（Schenectady and Troy Railroad）于1836年获得特许，1842年开通，提供了哈德逊河与斯克内克塔迪之间的另一条路线，其哈德逊河终点站位于特洛伊。
洛克波特和尼亚加拉瀑布铁路（Lockport and Niagara Falls Railroad）最初于1834年4月24日成立，计划从伊利运河上的洛克波特向西延伸至尼亚加拉瀑布城；该铁路于1838年开通，1850年6月2日出售。1850年12月14日重组为罗切斯特、洛克波特和尼亚加拉瀑布铁路（Rochester, Lockport and Niagara Falls Railroad），向东延伸至罗切斯特的线路于1852年7月1日开通。
布法罗与洛克波特铁路（Buffalo and Lockport Railroad）于1852年4月27日获得特许，计划修建罗切斯特、洛克波特和尼亚加拉瀑布铁路的一条支线，从洛克波特向布法罗延伸。该铁路于1854年开通，从洛克波特延伸至托纳旺达，在那里与1837年开通的布法罗和尼亚加拉瀑布铁路（Buffalo and Niagara Falls Railroad）连接，并延伸至布法罗。
莫霍克河谷铁路（Mohawk Valley Railroad）于1851年1月21日获得特许，1852年12月28日重组，计划在莫霍克河南岸修建一条从斯克内克塔迪至尤蒂卡的铁路，毗邻伊利运河，与尤蒂卡和斯克内克塔迪铁路隔河相望。在被合并前，该公司并未实际修建铁路，不过后来的西岸铁路正是在该位置修建。
锡拉丘兹和尤蒂卡直通铁路（Syracuse and Utica Direct Railroad）于1853年获得特许，旨在与锡拉丘兹和尤蒂卡铁路竞争，通过修建更直接的路线将旅行时间缩短半小时。该公司在尚未修建任何线路前就被合并。

### 创立纽约中央铁路
19世纪中叶，纽约州的铁路运输虽然比缓慢的运河船只更受旅客青睐，但由于铁路由多家独立铁路公司控制，这些公司甚至在同一城市使用不同的车站，导致旅客、行李、邮件以及日益增长的货物运输不得不频繁换乘、换装，有时乘客需要在城市两端的车站之间奔波，然后等待下一班列车。1843年的广告显示，奥尔巴尼至布法罗之间每天有三班直达列车，车程长达25小时，票价11.5美元。这种分散的营运模式不仅效率低下，也给旅客带来了诸多不便。
埃拉斯塔斯·康宁作为当时纽约州铁路业的重要人物，意识到统一营运的必要性。他自1833年起担任尤蒂卡和斯克内克塔迪铁路公司的总裁，并成为莫霍克和哈德逊铁路等多家铁路公司的主要股东。到1850年代，康宁已成长为集商人、投资者和政治家于一身的实业家，其业务版图涵盖贸易、银行业、钢铁制造、土地投资和铁路建设等多个领域。他还参与修建了连接休伦湖和苏必利尔湖的苏水闸，他经营的伦斯勒铁厂亦是当时美国最大的铸铁生产商。
面对铁路运输的混乱局面，康宁提出了将所有独立铁路合并为一家公司的解决方案。1853年，他成功说服了各铁路公司的管理层和股东。3月17日，各公司代表达成合并协议；4月2日，纽约州议会批准了这项合并；5月17日，纽约中央铁路正式成立。新公司注册资本达2300万美元，相当于当时联邦预算的一半，一跃成为美国最大的企业。合并后的纽约中央铁路拥有298英里铁路干线，总运业里程约600英里，拥有约150台机车、200节客车车厢和1000节货车车厢。
为庆祝纽约中央铁路的成立，该公司组织了一场从奥尔巴尼到尼亚加拉瀑布城的特别往返之旅。在尼亚加拉瀑布城举行的盛大宴会上，时任纽约州联邦参议员、后来担任林肯政府国务卿的威廉·亨利·苏厄德发表了讲话。当天，铁路上所有日常运输暂停，这列满载贵宾和新闻记者的专车创造了平均时速45英里（72公里）的纪录。返程时，列车更是在59分钟内行驶了53英里（85公里），最高时速接近70英里（112公里）。

### 埃拉斯塔斯·康宁时期
纽约中央铁路成立初期，公司管理层面临着整合与发展的双重挑战。首任总裁埃拉斯塔斯·康宁虽被指控在合并过程中获利10万美元，并通过旗下钢铁企业向铁路公司销售道钉、工具、车轮和铁轨等物资获取利益，但两项独立调查最终证明这些交易价格公允，账目差异仅为20美分的银行差错。尽管如此，这次风波导致公司股票一度被纽约证券交易所暂停交易，并促使铁路实施了股票发行改革，包括要求股票转让需在独立机构登记等制度。虽然贪污指控并未成立，但康宁最终退还了之前赚取的1万美元利润以示诚意。
康宁任命尤蒂卡和斯克内克塔迪铁路的昌西·维巴德担任公司营运总监，开始系统性地提升铁路基础设施。由于合并前的各铁路公司的轨道和车辆状况差异较大，公司首要任务是将整个系统升级至统一标准，其中最重大的工程是将奥尔巴尼至布法罗的主线全线改建为复线铁路，显著提升了运输能力。布法罗和州界铁路（Buffalo and State Line Railroad）以及伊利和东北铁路（Erie and North East Railroad）亦从6英尺（1,829 毫米）宽轨转换为4英尺8½英寸（1,435 毫米）标准轨距，并与布法罗的铁路直接连接，提供了一条直达宾夕法尼亚州伊利的路线。同时，公司在奥尔巴尼西部新建了占地面积过百英亩的西奥尔巴尼编组站，以及作为中央检修厂的西奥尔巴尼工厂，该设施不仅负责各种铁道机车车辆的维护，还具备机车制造能力。此外，莫霍克和哈德逊铁路亦修建了一段新轨道，以取代原先将列车牵引至哈德逊河的蒸汽动力缆索斜轨，另一条通往斯克内克塔迪方向的斜轨也被替换。
在路网扩张方面，纽约中央铁路于1855年先后合并了多家小型铁路公司，包括罗切斯特和安大略湖铁路、布法罗和尼亚加拉瀑布铁路以及刘易斯顿铁路，将服务范围延伸至美加边境。罗切斯特和安大略湖铁路（Rochester and Lake Ontario Railroad）是一条从罗切斯特北部到安大略湖畔夏洛特的支线，于1853年秋季建成通车，此前它曾被租赁给罗切斯特、洛克波特和尼亚加拉瀑布铁路，而后者在该铁路通车前已成为纽约中央铁路的一部分。布法罗和尼亚加拉瀑布铁路（Buffalo and Niagara Falls Railroad）于1834年获得特许并于1837年通车，连接布法罗和尼亚加拉瀑布城，纽约中央铁路于1853年起便租用该铁路。刘易斯顿铁路（Lewiston Railroad）从尼亚加拉瀑布城向北延伸至刘易斯顿，该铁路于1836年获得特许，并于1837年通车，期间未与其他铁路连接，直至1854年向南延伸的联络线开通，才与布法罗和尼亚加拉瀑布铁路接轨，随后纽约中央铁路便开始租用该铁路。
最引人注目的是1855年通车的尼亚加拉瀑布吊桥，这座由后来设计布鲁克林大桥的约翰·奥古斯塔斯·罗布林建造的桥梁，不仅成为纽约中央铁路、伊利铁路和大西部铁路的共同通道，更成为与尼亚加拉大瀑布齐名的旅游景点。1858年，纽约中央铁路收购破产的卡南代瓜与尼亚加拉瀑布铁路（Canandaigua and Niagara Falls Railroad），重组为尼亚加拉大桥与卡南代瓜铁路（Niagara Bridge and Canandaigua Railroad），该铁路于1851年获得特许成立，从卡南代瓜向西至巴达维亚的第一段，以及巴达维亚至北托纳旺达的延伸段先后于1853年内开通，尼亚加拉瀑布城段于1854年开通，并连接到尼亚加拉瀑布吊桥，该铁路最终于1890年完全并入纽约中央铁路。这些并购使公司路网不断完善，特别是加强了与五大湖区的连接。
在企业营运方面，康宁和维巴德的高效管理使公司业务快速增长。1854至1856年间，货运吨英里数从8100万增长至1.47亿，货运收入首次超过客运。这一变化既得益于纽约州取消铁路与伊利运河的货运竞争限制，也源于与伊利铁路的票价竞争——纽约至布法罗的客运票价一度降至5美元。通过持续的路网扩张和运能提升，纽约中央铁路在创立初期就奠定了其作为美国东北部交通动脉的地位，为后续的快速发展奠定了坚实基础。

### 康内留斯·范德比尔特时期
19世纪中叶，美国铁路业正处于蓬勃发展的关键时期。早在南北战争初期，康内留斯·范德比尔特（Cornelius Vanderbilt）便意识到一条横贯大陆的铁路可以将东西海岸之间的旅行时间缩短数月，未来运输业的增长点必然将从水路转向铁路。这位航运大亨开始将目光投向尚处于发展初期的铁路运输领域，出售了大部分蒸汽船航运股份，转而投资铁路。但他没有选择新建铁路，而是通过收购现有企业来快速建立自己的铁路帝国。1864年，范德比尔特首先取得了哈德逊河铁路（Hudson River Railroad）的控制权，并收购了收购了与之并行的纽约和哈莱姆铁路（New York and Harlem Railroad），为其铁路战略奠定了基础。哈德逊河铁路于1846年5月12日获得特许，建设这条铁路的目的是将特洛伊和格林布什铁路向南延伸至纽约市。特洛伊和格林布什铁路（Troy and Greenbush Railroad）于1845年建成通车，连接纽约州特洛伊南部和哈德逊河东岸的格林布什（今伦斯勒）。在哈德逊河铁路竣工前的1851年6月1日，哈德逊河铁路租赁了特洛伊和格林布什铁路，使其铁路可以由纽约延伸至奥尔巴尼东岸。 哈德逊河铁路全线于1851年10月3日通车。
1867年成为范德比尔特铁路版图扩张的关键年份，他把目光瞄准了表现最突出的纽约中央铁路。南北战争时期，纽约中央铁路的主干线从布法罗至奥尔巴尼全长近300英里，铁路系统总长约1050英里，拥有239台机车。1863年至1864年间，客运列车总行驶里程达212万英里，客运量超过1.93亿人次，同期，纽约中央铁路总收入近1300万美元，净利润约365万美元，在当时这笔巨款可谓一笔不小的数目，利润率也相当可观。起初，康内留斯·范德比尔特在谈判桌上被竞争对手质疑软弱时，这位商业巨擘决定采取强硬手段。他发觉自己掌控着进出纽约市的唯一铁路桥梁——哈德逊河大桥，这座桥梁是通往美国最大港口的战略要冲，而大桥的西端连接着纽约中央铁路，东端则连接着自己的哈德逊河铁路。
1867年寒冬，范德比尔特启动了一项精密的收购计划，他首先切断了竞争对手使用该桥梁的权利，迫使其他铁路公司的列车在桥前停驶，旅客不得不在严寒中徒步过桥换乘纽约中央铁路的列车，这一举措立即引发旅客强烈不满。封锁桥梁的策略产生了立竿见影的效果，失去通往纽约通道的铁路公司股价应声暴跌，华尔街出现恐慌性抛售。范德比尔特趁机以极低价格收购这些公司的股票，在短短数日内就控制了当时美国最大的单一铁路公司——纽约中央铁路，使他一下掌握了全美40%的铁路。两年后的1869年11月1日，范德比尔特将哈德逊河铁路与纽约中央铁路合并，组建纽约中央和哈德逊河铁路公司（New York Central and Hudson River Railroad）。
在经营策略上，范德比尔特延续了其在航运业的成功经验。他注重服务品质提升和资本设备更新，同时维持低廉票价。据估算，其铁路业务在前五年就创造了2500万美元的利润。在其子威廉·亨利·范德比尔特的建议下，范德比尔特开始向芝加哥方向扩张，先后收购湖岸和密歇根南部铁路、密歇根中央铁路、加拿大南方铁路等线路，构建了当时美国最大的铁路运输系统。1869年，为整合纽约和哈莱姆铁路、哈德逊河铁路和纽约中央铁路，范德比尔特决定在纽约曼哈顿建造一座新的中央车站；1871年10月，纽约大中央车站（Grand Central Depot）竣工并将三条重要干线汇聚于此，成为美国第一座能与欧洲媲美的中央车站。

### 范德比尔特家族
范德比尔特家族在19世纪美国铁路发展史中扮演了关键角色。康内留斯·范德比尔特奠定了纽约中央铁路系统在全美铁路中的核心地位，并在其晚年将管理权逐步交予长子威廉·亨利·范德比尔特（William H. Vanderbilt）。1877年，康内留斯去世，整个范德比尔特企业集团正式交由威廉掌管。康内留斯临终前将企业全部交出，被视为对威廉管理能力的终极肯定。他相信，威廉会以与他相同的方式延续并扩展家族事业。事实证明，威廉不仅继承了父亲的资产，也继承了其扩张主义的商业精神，并在短时间内将纽约中央铁路系统推向新的高峰。
在威廉·范德比尔特的领导下，纽约中央铁路系统迎来了快速扩张。他大举收购多条重要铁路，包括芝加哥与西北铁路（Chicago and North Western Railway）、镍板铁路（Nickel Plate Road）、克利夫兰、哥伦布和辛辛那提铁路（Cleveland, Columbus and Cincinnati Railroad）、克利夫兰、哥伦布、辛辛那提和印第安纳波利斯铁路（Cleveland, Columbus, Cincinnati and Indianapolis Railway），以及其他一些规模较小的铁路。这些并购使纽约中央铁路从一条贯通美国东北的铁路干线，拓展为覆盖中西部地区、直达芝加哥与圣路易斯的综合性交通网络，不仅提升了运输效率，也加强了铁路对主要工业城市与煤炭产区的联系，为公司带来了更广泛的市场与稳定的运输需求。威廉在管理风格上延续了父亲的强硬与实用主义。他积极反对政府对铁路行业的监管，认为自由竞争是企业成长的必要前提。他也不惜与其他铁路公司大打货运运费价格战，以此争夺运输市场份额和扩大业务版图。在其不到十年的管理期间，他将范德比尔特家族的财富翻了一倍，使之在当时成为美国最富有的家族之一。至1883年他因健康原因退休时，范德比尔特旗下铁路业务已包括十家铁路公司、一家车辆制造公司（纽约中央铁路卧铺车公司）以及哈德逊河大桥等重要设施，其规模和影响力远超过其父创立之初。
1885年12月8日，威廉·范德比尔特病逝，他的长子康内留斯·范德比尔特二世（Cornelius Vanderbilt II）继承了家族财产及纽约中央铁路的管理责任。康内留斯二世在父亲去世后获得约七千万美元的遗产，当时他年仅49岁，便成为数一数二的美国富豪之一。他也继续在铁路体系中担任董事职务，参与管理并维持家族在企业中的主导地位。1899年，在康内留斯二世去世之后，家族铁路事业的管理责任由其弟威廉·基萨姆·范德比尔特（William Kissam Vanderbilt）接手。他延续了家族三代对纽约中央铁路系统的掌控，自1899年起直至1920年逝世前始终担任铁路企业的名义负责人。尽管在他任内后期，他开始委派越来越多的管理人员主导公司营运事务，使得他的实际参与度在1903年后逐渐减少，但他作为家族象征性管理人的身份仍维系了家族与企业之间的联系。

### 19世纪末的发展与竞争
19世纪末，纽约中央和哈德逊河铁路公司逐步构建起一个涵盖美国东北、中西部与阿巴拉契亚煤田的重要铁路网络，通过一系列战略性的收购与整合，扩大其运力、延伸其服务区域，并牢牢控制关键交通枢纽，逐步巩固其在美国铁路系统中的核心地位。
早在1869年，纽约中央铁路便积极布局哈莱姆河以北的联通路线，斯普伊滕戴维尔和莫里斯港铁路（Spuyten Duyvil and Port Morris Railroad）正式成立，并于1871年开通，在哈莱姆河北侧为沿着向东南方向前往纽约的列车提供一条新路线。借助这条线路，列车得以通往1871年启用的纽约大中央车站或是莫里斯港的货运设施。这条铁路自开通起便由纽约中央铁路租用，进一步完善了纽约都会区的铁路网络。1883年，纽约中央铁路在布法罗修建了一条新铁路，即连接市区和周边各个工业区的布法罗环线（Buffalo Belt Line），不仅为东北方向的货物列车提供一条绕行布法罗市区的通道，也是服务布法罗居民的一条通勤铁路，共设有19个提供客运服务的车站。
与此同时，纽约中央铁路亦着手整合纽约州中部的区域铁路网络。日内瓦和莱昂斯铁路（Geneva and Lyons Railroad）于1877年成立，1878年建成通车，成为连接锡拉丘兹与罗切斯特之间的关键支线，该铁路起自主线莱昂斯，另一端在日内瓦连接奥本支线。这条铁路自开通起便由纽约中央铁路租赁运营，最终于1890年并入系统，强化了主线与区域支线之间的联系。随着网络的拓展，纽约中央铁路亦逐步进入煤炭运输市场。在1880年代，它收购了包括匹兹堡和伊利湖铁路（Pittsburgh and Lake Erie Railroad）在内、若干位于俄亥俄州与西宾夕法尼亚的支线铁路，从而获得了通往煤炭资源丰富地区的通道。1890年，纽约中央铁路进一步取得位于宾夕法尼亚中部的比奇溪铁路（Beech Creek Railroad），加强了对中部煤田的掌控力。
1880年代，美国铁路业进入了激烈竞争的时代，尤以宾夕法尼亚铁路和纽约中央铁路的对抗最为显著。两家公司分别控制着通往纽约与芝加哥等大城市的主要干线，并在地方支线铁路上享有垄断地位，收取昂贵的货运运费。然而，这种局面引发了不少客户的不满，尤其是安德鲁·卡内基与约翰·D·洛克菲勒这样的工业豪商巨贾。他们对宾夕法尼亚铁路在支线上凭籍垄断地位收取不合理运费的行为极为不满，遂计划建立一条新的铁路——南宾夕法尼亚铁路（South Pennsylvania Railroad），从哈里斯堡延伸至匹兹堡，以挑战宾夕法尼亚铁路的主导地位。支持该项目的还有纽约中央铁路的大股东威廉·范德比尔特，此举立刻引发宾夕法尼亚铁路的反击。当哈德逊西岸的一条小型铁路破产时，宾夕法尼亚铁路迅速收购该铁路，意图与位于东岸的纽约中央铁路直接竞争。范德比尔特对此极为愤怒，认为这条线路并不会带来新的货运量，所做的一切只是掠夺纽约中央铁路的客户。然而，他自己所推动的南宾夕法尼亚铁路，其本质也是对宾夕法尼亚铁路业务的直接挑战。
这种你来我往的报复性投资出现一发不可收拾之势。两条平行的铁路在距离极近的情况下同时建设，造成资源浪费和财务压力双重打击。纽约中央铁路的股票从每股131美元下跌至82美元，形势日益严峻。与此同时，那些原本位于偏远地区、只有一条铁路经过的客户却不得不为此付出代价，因为铁路公司会通过提高这些地区的运输费用，来弥补大城市之间割喉式价格竞争带来的损失。银行家约翰·皮尔庞特·摩根对这种局势深感忧虑。他在纽约中央铁路的董事会中担任职务，其合作伙伴德崇公司（Drexel & Company）则长期为宾夕法尼亚铁路提供融资。摩根意识到，这种恶性竞争不仅会损害了两大铁路公司的财务状况，还可能动摇欧洲资本对美国铁路投资的信心，进而影响整个美国经济。
在这种背景下，摩根出面调停，促成一次和平谈判。1885年7月10日，摩根邀请纽约中央和哈德逊河铁路的代表昌西·德佩（Chauncey Depew），与宾夕法尼亚铁路的总裁乔治·布鲁克·罗伯茨（George B. Roberts）及副总裁弗兰克·汤姆森（Frank Thomson）登上其私人游艇，在哈德逊河上展开闭门会谈，这样既避免了外界干扰，也杜绝了谈判代表中途离场的可能性。在五个小时的谈判中，德佩指出，两家公司不断建设平行铁路、发起价格战，只会两败俱伤；摩根则进一步强调，如果不尽快达成和解，美国铁路体系将失去外国，尤其是英国资本的信任。宾夕法尼亚铁路副总裁汤姆森逐渐认同摩根的观点，但公司总裁罗伯茨仍然迟疑不决。直到傍晚游艇准备靠岸时，罗伯茨才最终握住摩根的手，表示愿意支持协议。
根据协议，纽约中央和哈德逊河铁路收购了宾夕法尼亚铁路控制的纽约、西岸和布法罗铁路（New York, West Shore and Buffalo Railway），并将其以西岸铁路（West Shore Railroad）的名称营运。此举不仅让纽约中央铁路在哈德逊河两岸皆掌控着铁路的控制权，更使其得以进驻1884年建成的新泽西州的威霍肯车站，此站位于哈德逊河对岸，建成后有效提升了曼哈顿区域旅客、货物与驳船的周转能力；此外，这条铁路还开辟了绕行罗切斯特市区的新路径，为货运和客运调度提供更多弹性。而在另一方面，宾夕法尼亚铁路则获得了南宾夕法尼亚铁路的控制权，但而由于宾夕法尼亚州法律对铁路控股的限制，宾夕法尼亚铁路实际上无法有效利用这条铁路，这条原本计划作为主要干线之一的铁路最终在未完工状态下闲置多年，直到1930年代末才被州政府收购并改建为宾夕法尼亚收费公路。

### 迈向20世纪
1891年，纽约中央和哈德逊河铁路公司在客运业务总经理乔治·亨利·丹尼尔斯（George Henry Daniels）的推动下，宣布推出帝国州特快号列车（Empire State Express），初衷是为了满足芝加哥方向日间快车的需求。该列车自1891年12月7日开始每日运行，连接纽约市曼哈顿和纽约州西部重镇布法罗。帝国州特快号在正式投入营运前便以其创纪录的试运行速度引起轰动，该列车从纽约到布法罗的试运行平均时速达到了61.4英里（98.8公里/小时）。列车于早上8点从曼哈顿的中央车站发车，中途在哈蒙、奥尔巴尼、斯克内克塔迪、尤蒂卡、锡拉丘兹、罗彻斯特等地停靠，最终于下午4点抵达水牛城。尽管全程距离长达461英里，且途中多有停靠，但仍能在短短七小时内完成整段旅程，这在19世纪末已堪称“高速铁路”。列车初期仅有四节车厢，尽管最初铁路高层对其受欢迎程度有所疑虑，但帝国州特快号一推出便广受欢迎，列车编组也不断加长以满足需求。
由于世界哥伦布纪念博览会将于1893年在芝加哥举行，纽约中央和哈德逊河铁路希望借此机会展示最先进的铁路技术，于是委托机务部门主管兼机车设计师威廉·布坎南（William Buchanan）研制一台前所未有的高速机车，这便是后来享誉铁路史的纽约中央和哈德逊河铁路999号蒸汽机车，其最为引人注目的设计是直径达86.5英寸的巨型动轮。999号机车于1893年4月在奥尔巴尼工厂落成，在一系列初步测试之后，于1893年5月10日由工程师查尔斯·霍根（Charles H. Hogan）驾驶，完成了一次意义非凡的高速试验。列车从锡拉丘兹出发，在巴达维亚至布法罗之间长达36英里、几乎笔直平坦的轨道上用尽全力加速，换算最高速度达到112.5英里/小时（181公里/小时），远超当时世界上任何机车的速度记录。由于当时的铁路机车并未配备車速錶，列车速度是由观察员记录列车通过每隔一英里设置之标记物的时间并换算而成，这次速度记录后来未被正式认证，但其轰动效应却深远影响了公众对于铁路速度的想象。
1893年芝加哥世博会期间，纽约中央和哈德逊河铁路推出了往返于纽约和芝加哥之间的博览特快号列车（Exposition Flyer）。此前，不论乘搭纽约中央铁路和宾夕法尼亚铁路，纽约和芝加哥两地之间最快的客运列车车程也需要24小时以上，而博览特快号列车的行车时间仅20小时，引发了各界广泛关注。然而，该列车随着世博会闭幕而停运，因为当时大众普遍认为如此高速且豪华的列车，平日难以保持足够的客流量来支撑其营运。尽管如此，这趟列车仍具有重要历史意义，它为不久之后面世的二十世纪特快号列车奠定了技术基础。
1890年代初，一条从纽约通往布鲁斯特、长约52英里的铁路——纽约市和北方铁路（New York City & Northern Railroad）成为纽约中央和哈德逊河铁路与费城和雷丁铁路的争夺目标。费城和雷丁铁路公司总裁阿奇博尔德·安格斯·麦克劳德（A. A. McLeod）意图借此铁路将其雷丁铁路系统打入新英格兰市场，这一企图引发了纽约中央铁路的强烈反制。为了防止其形成竞争威胁，纽约中央出手购入该铁路的大量股份以取得控制权。麦克劳德则试图另辟蹊径，争取为建造一条平行铁路申请特许权，但最终在纽约州铁路委员会的一场激烈辩论中败北。1893年12月28日，纽约市和北方铁路在扬克斯公开拍卖，被视为范德比尔特家族“秘密经纪人”的J·P·摩根亲自到场，在不到一分钟内以100万美元的报价成功购得铁路。
世纪之交，纽约中央铁路也对其最重要的交通枢纽——纽约大中央总站进行了重大扩建。到1897年，该站年客运量已达1150万人次，原有设施不堪重负。为了缓解客流压力，铁路公司将车站大楼从三层加高到六层，并投资250万美元扩建了中央大厅，打通原本分属三家铁路公司的候车区域，候车室面积从原有的1.1万平方英尺扩展到2.8万平方英尺。经过大规模整修的车站更名为大中央车站（Grand Central Station），新的候车区位于第42街与中央大厅之间，于1900年10月对外开放。这次改建虽然提升了功能，但铁路公司高层早已意识到，这是一项权宜之计，更宏大、更现代化的新车站势在必行。
1898年，长期担任纽约中央和哈德逊河铁路公司总裁的昌西·德佩退休，他接替因健康状况欠佳的康内留斯·范德比尔特二世特出任董事会主席，并在这一职位上服务长达三十年之久，直到他在93岁去世。同年，曾任湖岸和密歇根南部铁路公司总裁的塞缪尔·罗杰·卡拉韦（Samuel R. Callaway）成为纽约中央和哈德逊河铁路公司的新任总裁，继续带领公司前行。

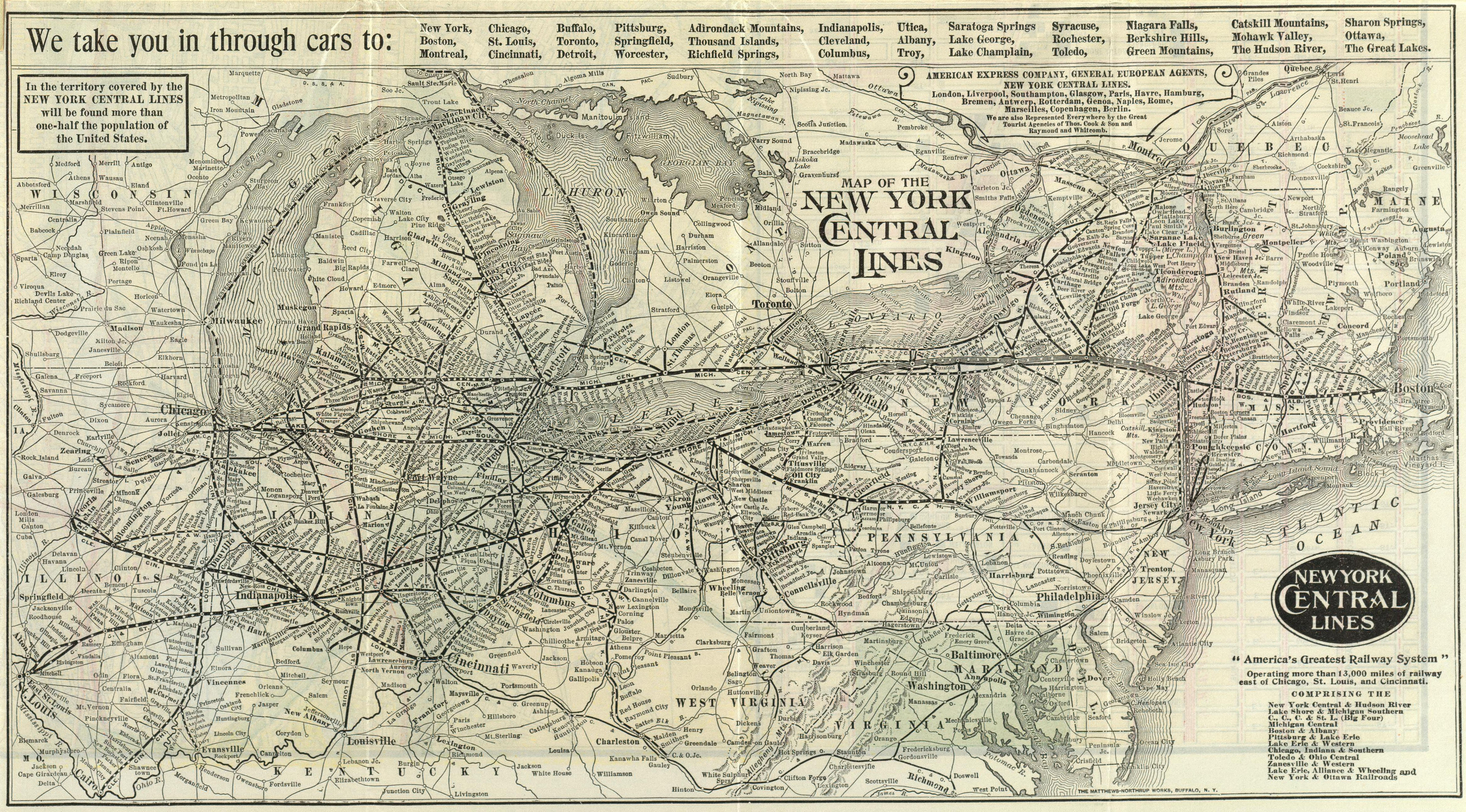
紐約中央鐵路1918年時的路網圖。